# Retablo de los Siete Sacramentos (Gherardo Starnina)
El Retablo de los Siete Sacramentos es una obra realizada entre 1396-1397 atribuida a  Gherardo Starnina para la Cartuja de Porta Coeli y actualmente está en el Museo de Bellas Artes de Valencia.

## Localización
Esta obra fue encargada por fray Bonifacio Ferrer a Gherardo di Jacopo ‘Starnina', cuya culminación tuvo lugar, según Hériard Dubreuil, entre 1396-1398. El retablo procede de la cartuja de Porta Coeli, pasando al antiguo Museo Provincial de Pinturas (ahora Museo de Bellas Artes) aproximadamente en 1837, a raíz de la desamortización de Mendizábal.

## Análisis formal y estilístico
Para separar y enriquecer los distintos episodios, se ha utilizado arquitectura estructural de tracerías góticas decorada en oro, cuyo empleo es fundamental en la pintura de los siglos XIII al XV ya que muestra una relación entre el espacio y la luz como concepto plástico. Las tablas que lo conforman fueron realizadas con la técnica del temple sobre tabla.
La calle central se caracteriza por una composición triangular y compacta que se apoya en la cruz. El pasaje de la calle izquierda del retablo evoca movimiento con la caída de un soldado del caballo. En el ático del retablo están representados tres episodios con el mismo esquema compositivo: una arquitectura ceñida de oro, y en la parte central tres figuras femeninas sobre fondo oscuro. En la parte inferior la predela muestra distintos pasajes en las que, mediante decoración compuesta por arcos y oro, se muestra una heterogeneidad de personajes en pose oratoria. 
Sin duda, Gherardo Starnina, también apodado pictor civis Valencia o pictor civies Florencia, fue un destacado promotor de la vertiente florentina y flamenca del gótico internacional. Así pues, aspectos como el espacio, el conocimiento perspectivo, el volumen de las figuras o la propia expresividad de los rostros resumen los rasgos estilísticos de la época y, más concretamente, de la obra. Partiendo de la sombra, realiza un modelaje con colores predominantemente blancos, rojos y ocres. 
Como características específicas de cada estilo, el gótico internacional muestra líneas ondulantes y sinuosas que tienden a un preciosismo refinado.Esta pintura sirve de base a la difusión de la pintura flamenca en Valencia. En ella se hace una valoración de la línea, el movimiento y una exaltación cromática. Se desprecia el volumen, aumentando la representación de paisajes y arquitecturas, no como representaciones realistas sino como elementos simbólicos de carácter decorativo.
Esta obra es clave para comprender el impacto que tuvo el estilo gótico internacional en la ciudad de Valencia, cuya ejecución se llevó a cabo en un taller local con elementos autóctonos como la carpintería o los dorados.

## Aproximación al significado
La tabla principal muestra el Sacrificio de Cristo en la Cruz para redimir el pecado original, posibilitando de este modo la salvación a los fieles a través de los sacramentos que nacen de su sangre y están plasmados en forma de medallones: Bautismo, Eucaristía, Confirmación, Penitencia, Orden sacerdotal, Matrimonio y Extremaunción.Esto muestra la importancia durante el siglo XV de los ciclos sobre la leyenda de la Santa Cruz y su plasmación artística.
De este modo, también es importante acudir a la fuente literaria, puesto que san Agustín describe el nacimiento de los siete sacramentos: "Ut illic quodammodo vitae ostium panderetur, unde sacramenta Ecclesiae manaverunt, sine quibus ad vitam, quae vera vita est, non intratur".
Otro aspecto importante que rodea toda la obra es el uso de la luz, elemento fundamental también en el plano simbólico ya que se relaciona directamente con la divinidad, envolviendo al espectador fuera del espacio y del tiempo.
Respecto a la calle lateral derecha, se representa el Bautismo de Cristo, considerado el primero de los siete sacramentos. Así pues, san Juan Bautista, el último profeta veterotestamentario, identifica a Jesús como Ecce Agnus Dei. Del mismo modo, Jesús les dio estas últimas palabras a los apóstoles: “El que creyere y fuere bautizado, será salvo; mas el que no creyere, será condenado” (Mc 16.16). Por otro lado, la calle lateral izquierda se dedica a la Conversión de san Pablo, al cual se le apareció Cristo resucitado y se convirtió al catolicismo en el siglo I d. C. Este último tema hace alusión a su propia “conversión” a la vida religiosa. Así mismo, el Nuevo Testamento plasma de forma literaria esta escena: "Saulo, alumno del gran rabino fariseo Gamaliel, había perseguido a los cristianos, pero se convirtió repentinamente en el camino a Damasco cuando nuestro Señor se le apareció en Su gloria resucitada" (Hch 9:1-9). 
La predela, por su parte, tiene como tema principal la muerte, centrándose en la imagen del Vir dolorum junto a la Lapidación de san Esteban y la Decapitación de san Juan Bautista. Del mismo modo, aparece el propio comitente, fray Bonifacio Ferrer, con sus dos hijos Joan y Francisco. Así mismo, su mujer junto a sus seis hijas fallecidas están representadas con vestiduras blancas y coronas de rosas anunciando su temprana muerte. 
Finalmente, en la parte superior observamos un discurso visual que se identifica en el centro con la salvación en el Juicio Final alcanzada mediante el bautismo. Así pues, los justos se salvarán gracias a la intercesión de María.
Este retablo fue encargado por Bonifacio Ferrer a Gherardo di Jacopo ‘Starnina’ una vez ingresó como prior de la Cartuja de Porta Coeli a finales del siglo XIV. Así pues, la representación del comitente y su familia muestra cómo fue el propio promotor quien se encargó de confeccionar una temática particular alejada de las habituales hagiografías.
En esta obra se narra la trayectoria vital de fray Bonifacio Ferrer, cuyo hermano, san Vicente Ferrer, promovió su entrada a la Cartuja de Porta Coeli. Una posible interpretación del retablo es el proceso penal de fray Bonifacio Ferrer entre los años 1388 y 1395, ya que durante dicho pleito fallecieron trágicamente su esposa y gran parte de sus hijos a excepción de Joan y Francisco.
Respecto al contexto histórico, estamos en un momento en el cual Valencia es el crisol de culturas de toda Europa y recibe a artistas de todo el continente. No obstante, un motivo claro por el cual se alude a los siete sacramentos es el Cisma de Aviñón, una importante crisis que se trata de resolver mediante la unión eclesiástica.